# Brown Berets

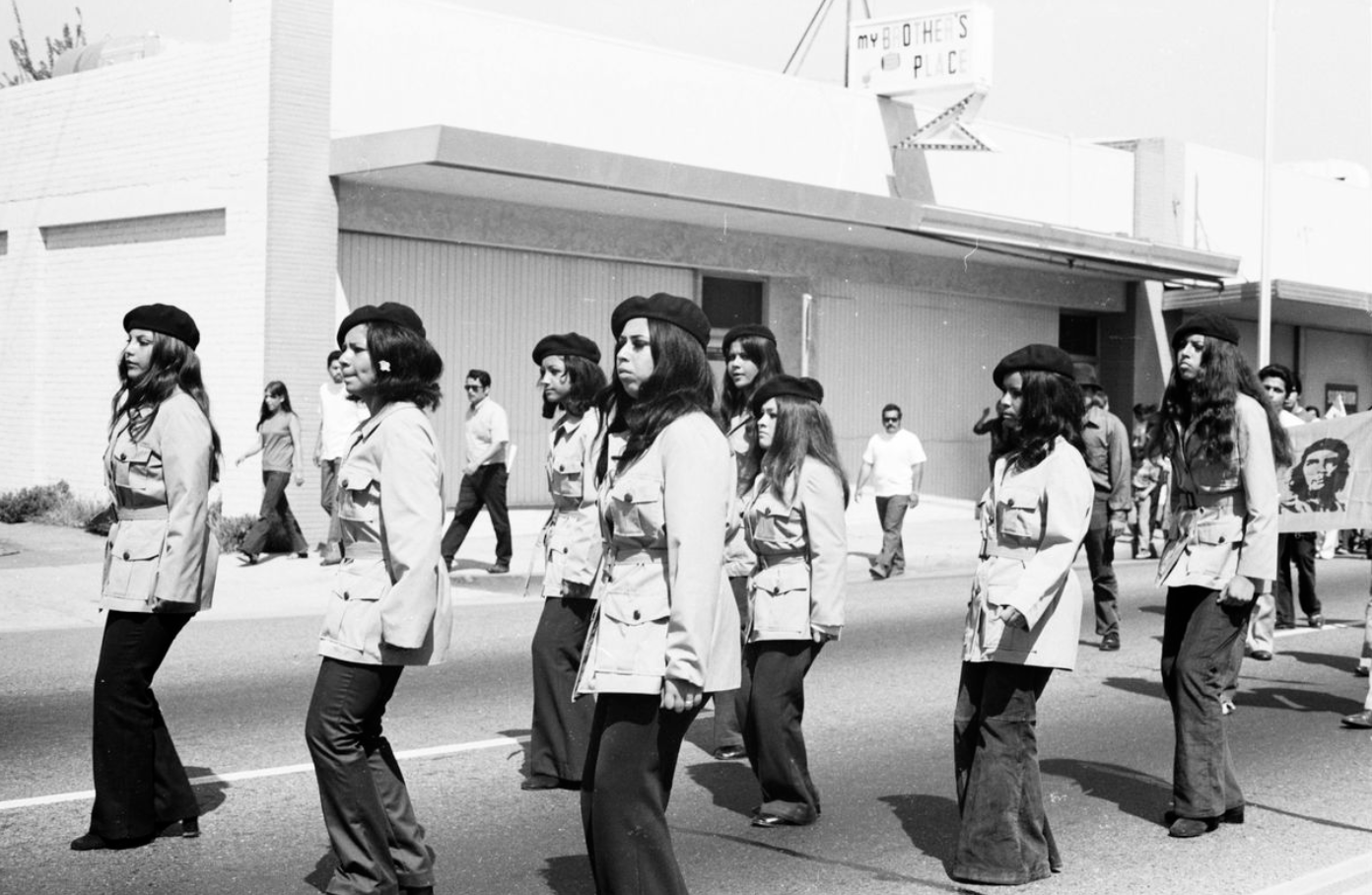
Frauen der Brown Berets marschieren, 1970

Die Brown Berets war eine sozial-revolutionäre Gruppe von Chicano Ende der 1960er Jahre in den Vereinigten Staaten.
Die Brown Berets wurden 1967 von mexikanischen Migranten gegründet und folgten dem Vorbild der Black Panther Party. Hauptaktivität war der Kampf gegen Rassismus und Polizeigewalt jedoch auch für Gerechtigkeit bei Bildung, Wohnen und Sozialleistungen. 1969 gab es 29 Chapter, die meisten in Kalifornien, jedoch auch in Colorado, Michigan, Minnesota, New Mexico, Texas und Washington.
Ende 1969 bildeten die Brown Barets ein Chicano Moratorium Committee. Dieses organisierte regelmäßige Protestmärsche um gegen den Vietnamkrieg und für die gefallenen Soldaten aus Chicago zu protestieren bzw. derer zu gedenken. Später rief das Committee dazu auf, nicht nur gegen den Krieg, sondern auch gegen Polizeigewalt zu demonstrieren. Ein Protestversammlung 1970 in Los Angeles wurde zu einem der größten Anti-Kriegsproteste in den USA mit nahezu 20.000 Teilnehmern. Die Polizei schritt ein und es gab zahlreiche Übergriffe von Beamten gegen Demonstrierende; dabei wurde der Journalist Ruben Salazar getötet.